# Ganschendorf

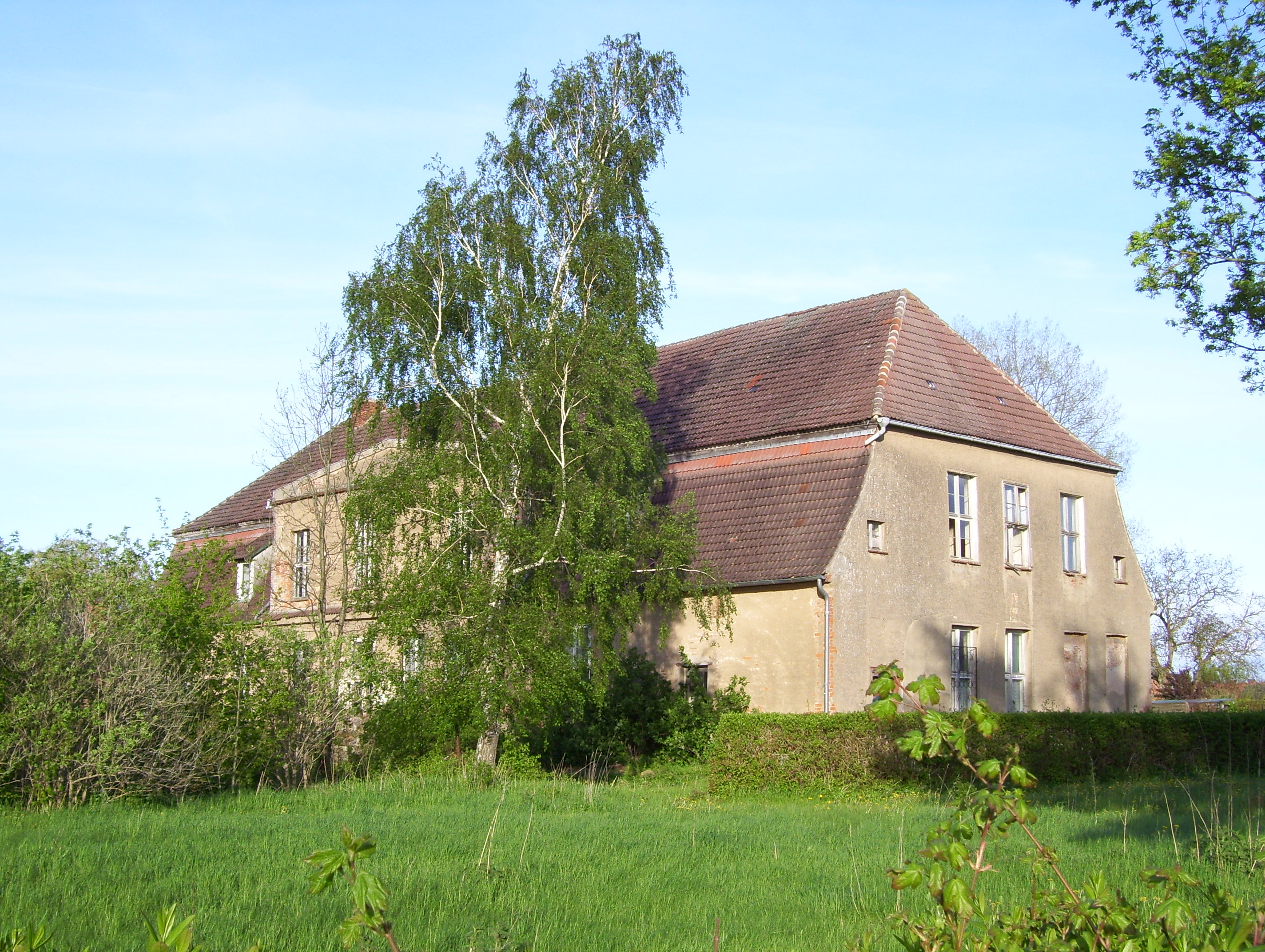
Herrenhaus

Ganschendorf ist ein Ortsteil der Gemeinde Sarow im Amt Demmin-Land im Landkreis Mecklenburgische Seenplatte in Mecklenburg-Vorpommern. Er liegt etwa zwölf Kilometer südlich von Demmin. 

## Geschichte
Ganschendorf wurde am 29. Juni 1265 in einer Schenkungsurkunde des Pommernherzogs Barnim I. erwähnt. In dieser wurde eine Schenkung von 10 Hufen in villa Ganzekendorp vom Ritter Johann von Artlenburg an das Kloster Dargun genannt.  Das Gut Ganschendorf war bis 1485 Pertinenz zu Sarow. Ab 1490 gehörte der Ort den Maltzahns. Im Jahr 1546 brannten in Ganschendorf dreizehn Bauernhöfe nieder und im Jahr 1561 brach in Ganschendorf die Pest aus.
Seit dem 18. Jahrhundert gehörte Ganschendorf zum Kreis Demmin in der Provinz Pommern. 1945 wurde der letzte Eigentümer Falk Freiherr von Maltzahn von der Roten Armee verhaftet und zur Internierung abtransportiert, wo er vier Wochen später starb.

## Sehenswürdigkeiten

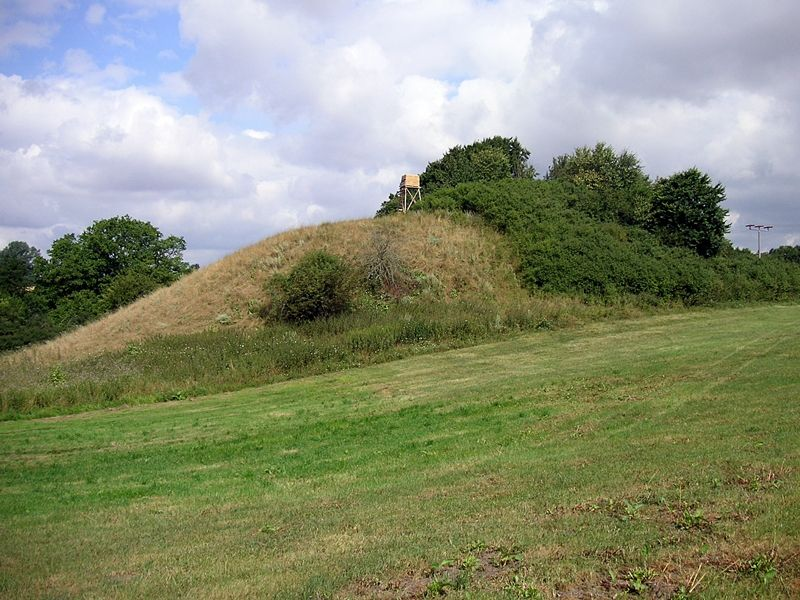
Burgwall Ganschendorf

- Kirche, neugotischer Ziegelbau, 1896 geweiht
- Gutshaus, um 1800 gebaut
- Burgwall Ganschendorf, frühslawische Höhenburg
- Großsteingrab Ganschendorf, jungsteinzeitliche Grabanlage